# هیناتا کاشیواگی
هیناتا کاشیواگی (انگلیسی: Hinata Kashiwagi؛ زادهٔ ۲۹ مارس ۱۹۹۹) آیدل ژاپنی، و بازیگر اهل ژاپن است. وی از سال ۲۰۱۰ میلادی تاکنون مشغول فعالیت بوده‌است.